# Cmentarz karmelicki w Kownie
Cmentarz karmelicki w Kownie, zwany również Starym Cmentarzem (lit. Karmelitų kapinės, Kauno senosios kapinės) – wielowyznaniowy cmentarz położony na terenie Nowego Miasta w Kownie istniejący w latach 1847–1959, obecnie przekształcony w Park Pokoju (lit. Ramybės parkas). 

## Historia
Został założony w 1847 na terenie tzw. Nowego Miasta – był położony pierwotnie w kwartale między Prospektem Michałowskim (obecnie: Witolda), ul. Cerkiewną (ob. Kościelną), Podgórną (Trocką) i Cmentarną (Tatarską).
Nekropolia była podzielona na trzy części: w południowej chowano wyznawców prawosławia, w środkowej – największej – katolików, natomiast w północnej części ewangelików augsburskich. Później z części cmentarza protestanckiego wydzielono cmentarz mahometański, na terenie którego wzniesiono w 1860 drewniany meczet.
W 1862 w prawosławnej części kompleksu wybudowano cerkiew Zmartwychwstania Pańskiego na planie krzyża greckiego. W 1935 opodal cmentarza wzniesiono kolejną świątynię prawosławną – Sobór Zwiastowania – która miała być rekompensatą m.in. za przejęty przez państwo sobór św. Michała.
W czasie I wojny światowej na cmentarzu chowano żołnierzy walczących stron, m.in. 114 Niemców (w części ewangelickiej), 206 muzułmanów i 550 katolików.
27 października 1930 w 500. rocznicę śmierci Witolda Wielkiego na cmentarzu odsłonięto monument „Žuvome už Tėvynę” autorstwa Stasisa Stanišauskasa poświęcony poległym za wolną Litwę. Sześć lat później stanęło na nim mauzoleum Steponasa Dariusa i Stasysa Girėnasa według projektu Vytautasa Landsbergisa-Žemkalnisa. W tym samym okresie przy ul. Tatarskiej wybudowano murowany meczet tatarski.
25 marca 1959 podjęto decyzję o likwidacji cmentarza.